# Daniele Baselli
Daniele Baselli (Brescia, 12 maart 1992) is een Italiaans voetballer die doorgaans als centrale middenvelder speelt. Hij verruilde  Torino in 2022 voor Como 1907. Baselli debuteerde in 2018 in het Italiaans voetbalelftal.

## Clubcarrière
Baselli komt uit de jeugdacademie van Atalanta Bergamo. In juni 2011 werd hij gestald bij AS Cittadella, dat co-eigenaar werd van de speler. Hij debuteerde voor de club in de Coppa Italia, tegen Pisa Calcio. Baselli vierde zijn competitiedebuut in de Serie B tegen UC AlbinoLeffe. Op 18 mei 2013 scoorde hij zijn eerste profdoelpunt, tegen Ascoli. Op 20 juni 2013 keerde Baselli terug bij Atalanta Bergamo, dat hem volledig overnam van AS Cittadella. Hij speelde in de volgende twee seizoenen vijftig competitiewedstrijden voor de club, waarmee hij achtereenvolgens elfde en zeventiende werd in de Serie A. Baselli verruilde Atalanta Bergamo in juli 2015 voor Torino FC, de nummer negen van Italië in het voorgaande seizoen. In januari 2022 tekende hij bij Cagliari Calcio. In augustus 2022 trok Baselli transfervrij naar Como 1907.

## Interlandcarrière
Baselli kwam uit voor diverse Italiaanse jeugdelftallen. Hij debuteerde in 2012 in Italië –21. Baselli maakte op 4 juni 2018 zijn debuut in het Italiaans voetbalelftal. Hij deed toen twaalf minuten mee in een oefeninterland tegen Nederland (1–1).